# Селиверстов, Юрий Иванович (1940)
Юрий Иванович Селиверстов (Селивёрстов) (7 августа 1940, Усолье-Сибирское, Иркутская область — 28 мая 1990) — советский художник, иллюстратор. Член Союза журналистов СССР (1967), Союза художников СССР (1971). Проиллюстрировал более ста книг, автор серий литографий.

## Биография
Родился в г. Усолье-Сибирское, детство провёл в Иркутске. В школьные годы он выступал на математических олимпиадах, был победителем международного конкурса юных художников.
С 1957 года учился на архитектурном факультете Новосибирского инженерно-строительного института, который окончил в 1963 году. Ещё во времена учёбы его иллюстрации появились в «Мурзилке» и «Весёлых картинках».
С 1964 года жил и работал в Москве, занимался книжной графикой. По благословению митрополита Антония (Мельникова) он в 1976 году сделал первые в советское время иллюстрации Евангелия. Селивёрстов проиллюстрировал более 100 книг мировой и отечественной классики, в их числе книги Курта Воннегута, Ануя и Акутагавы. В Ленинграде была осуществлена постановка «Гамлета» с его декорациями.
Селивёрстовым был сделан проект воссоздания храма Христа Спасителя: он предлагал выстроить на его исконном месте металлический каркас, в точности повторяющий контуры храма, уничтоженного в 1931 году, а внутри поставить часовню; по его замыслу восстанавливались мемориальные доски не только с названиями воинских соединений, участвовавших в Отечественной войне 1812 года, но и добавлялись мемориальные панели, на которых указывались названия частей и соединений, участвовавших в Великой Отечественной войне 1941—1945 годов. Он также создал проект памятника Победы.
В 2009 году был выпущен двухтомник «Из русской думы» (литературные редакторы В. Н. Ганичев и В. Г. Распутин), в котором было широко представлено творчество Юрия Селивёрстова. По выражению В. Я. Курбатова: «Юрий Иванович вставлял в портреты руки, как второе лицо человека. Лицо может солгать, оно умное и талантливое. Руки не солгут — они будут такие, как есть».
Селивёрстов был участником множества выставок. Его работы находятся в Третьяковской галерее, в Музее изобразительных искусств имени А. С. Пушкина, в литературных музеях Москвы, Ленинграда и других городов, а также в зарубежных собраниях.
Был женат, дочь Мария.
Умер 28 мая 1990 года в Крыму от сердечного приступа во время купания в Чёрном море. Похоронен на Кунцевском кладбище в Москве.
В октябре 1987 года он записал в дневник В. Курбатова:

На расхожую мысль Достоевского о красоте, о спасении и о мире есть ещё более красивое (и, думаю, правдивое)

«Красота сама ищет спасения»

«жизнь — это чувство смерти»

Не спрашиваем, как жил, скажите, как умер! А по жизни «Держи ум свой во аде и не отчаивайся» (старец Силуан Афонский)
— Курбатов В. Я. Подорожник: Встречи в пути, или Нечаянная история литературы в автографах попутчиков. — Иркутск: Издатель Сапронов, 2006. — 416 с. — С. 248—249.
В Усолье-Сибирском есть улица его имени и отдел в музее, посвящённый художнику.